# Chumsriella thailandica
Chumsriella es un género monotípico de plantas herbáceas de la familia de las poáceas. Su única especie: Chumsriella thailandica Bor, es originaria de Tailandia.

## Etimología
El nombre el género fue otorgado en honor de la botánica tailandesa Chumsri Chaianan.